# Davvi Girji
Davvi Girji (рус. Северная книга) — крупнейший издательский дом Норвегии, специализирующийся на издании художественной литературы и учебников на саамских языках.
Сотрудники издательства отвечают за субтитры на телевизионной новостной программе Ođđasat на северносаамском языке, продукте совместного производства Норвежской вещательной корпорации (NRK), финской национальной телерадиовещательной компании Yleisradio Oy (YLE) и Шведского телевидения (SVT).
С 1991 года с издательством качестве художника-оформителя сотрудничает саамский художник из России — Яков Яковлев.

## Бестселлеры
- 1979 Lærebok i lappisk (I—III) ISBN 82-00-13093-2
- 1985 Tåamma bååhkesje ISBN 82-7274-054-0
- 2007 Fortellinger om samisk samtidskunst ISBN 978-82-7374-624-5